# إيمرسون بريتو
إيمرسون بريتو هو لاعب كرة قدم برازيلي، ولد في 6 مايو 2002.